# Немешкало, Владислав Григорьевич
Владислав (в ряде источников[каких?] — Вадим) Григорьевич Немешкало (3 апреля 1970, Горловка, Украинская ССР, СССР — 9 июня 2025) — советский и молдавский футболист, нападающий.
Начал заниматься футболом в специализированной ДЮСШ Полтавы, в 1986 дебютировал в соревнованиях КФК в составе «Ворсклы». В 1987 году играл во второй лиге за «Ворсклу» и «Динамо» Ирпень. Закончил киевский интернат, играл в дубле «Динамо» Киев, киевском ЦСКА. В 1989—1990 годах вновь выступал за «Ворсклу». В 1991 году играл в тираспольском «Тилигуле», с которым занял второе место в первой лиге СССР.
После распада СССР в 1992—1996 годах играл в болгарском «Чардафоне» Габрово, украинских клубах «Кремень» Кременчуг, «Ворскла», «Нива» Винница, СК «Николаев», вновь в молдавском «Тилигуле», с которым стал обладателем Кубка Молдавии 1994. Один год провёл в российской первой лиге — второй круг 1996 года в «Торпедо» Волжский, первый круг 1997 — в «Сатурне» Раменское. В 1997—1999 годах вновь играл на Украине — за симферопольскую «Таврию», любительскую команду «Сула» Лубны, «Электрон» Ромны, «Нефтяник» Ахтырка.
В 2000 году играл за таджикский «Регар-ТадАЗ», став первым украинцем в чемпионате страны. С командой играл в Кубке чемпионов Содружества, стал серебряным призёром первенства, участвовал в розыгрыше Азиатских клубных турниров. Заболев в Таджикистане тяжёлой формой болезни Боткина, Немешкало в 30 лет был вынужден завершить карьеру игрока.
В 2003—2005 годах работал тренером-селекционером в одесском «Черноморце».
Выступал за сборную Молдовы.

## Семья
Сын Адриан, род. 25 марта 2003.